# Nueva Imperial
Nueva Imperial is een gemeente in de Chileense provincie Cautín in de regio Araucanía. Nueva Imperial telde 32.510 inwoners in 2017 en heeft een oppervlakte van 732 km². In 2004 werd de gemeente Cholchol van Nueva Imperial afgesplitst.

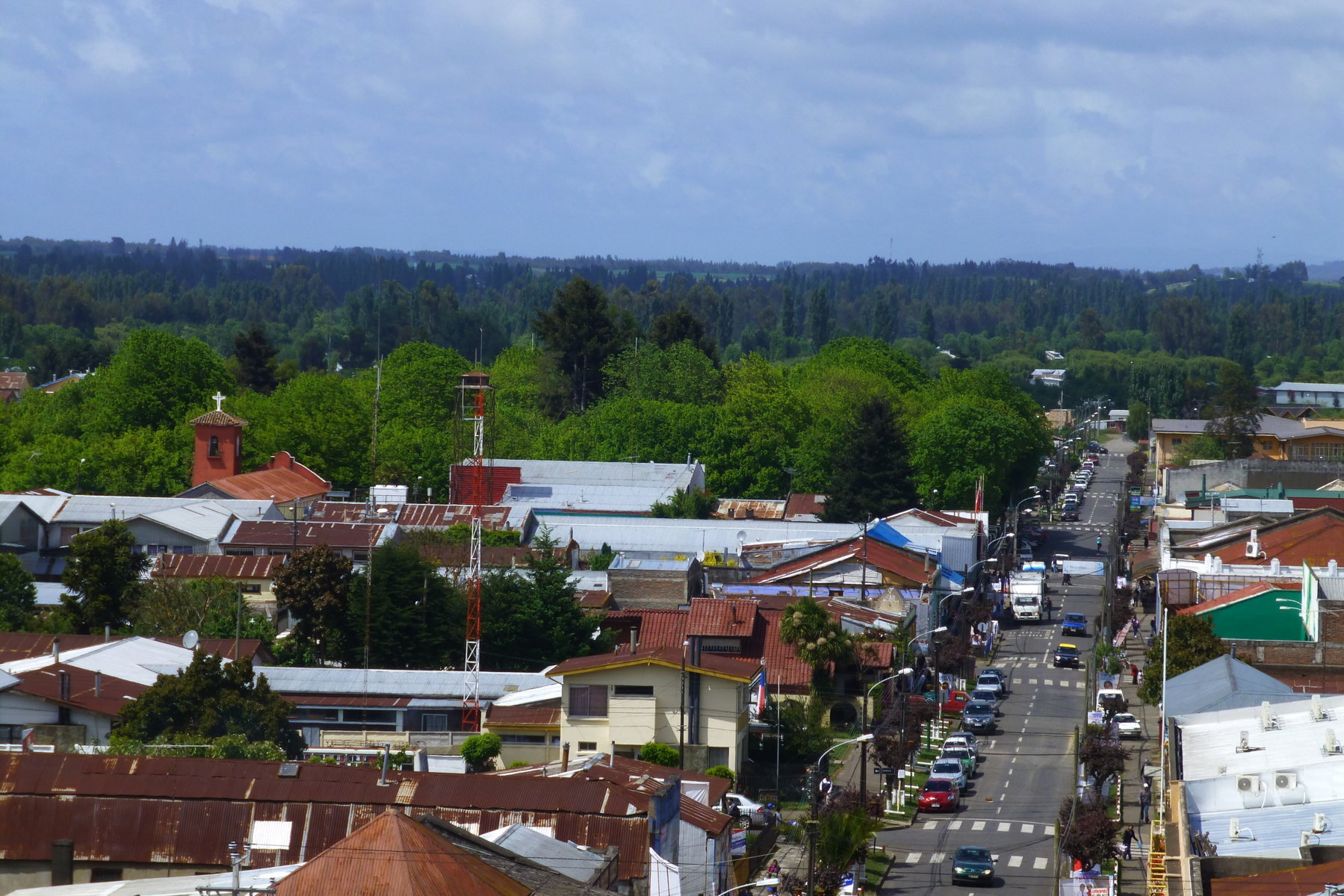
Nueva Imperial

- Virtual International Authority File: 804152865641804940003